# Magdalena Fedorowicz
Magdalena Katarzyna Fedorowicz – polska prawnik, profesor doktor habilitowana nauk prawnych, specjalistka w zakresie prawa konstytucyjnego, prawa finansowego i prawa Unii Europejskiej.

## Życiorys
Studia prawnicze ukończyła w roku 2000 na Wydziale Prawa i Administracji UAM. W 2005 uzyskała na macierzystym wydziale stopień doktorski na podstawie pracy pt. "Wpływ akcesji do Unii Europejskiej na organizację i wykonywanie władzy ustawodawczej w Polsce” (promotorem był Wojciech Lamentowicz). Habilitowała się w 2013 r. na podstawie oceny dorobku naukowego i rozprawy "Nadzór nad rynkiem finansowym Unii Europejskiej". 
Pracuje na stanowisku profesora w Zakładzie Prawa Finansowego Wydziału Prawa i Administracji UAM w Poznaniu. Była stypendystką KAAD oraz Deutscher Akademischer Austauschdienst na Uniwersytecie Humboldtów w Berlinie. 
Postanowieniem Prezydenta RP Andrzeja Dudy z 4 stycznia 2021 r. Magdalena Fedorowicz uzyskała tytuł profesora nauk społecznych w dyscyplinie nauki prawne.

## Wybrane publikacje[5]
- Prawo finansowe Polski i Unii Europejskiej (wraz z K. Nizioł), wyd. 2008, ISBN 978-83-255-0184-6
- Nadzór nad rynkiem finansowym Unii Europejskiej, wyd. 2013, ISBN 978-83-7641-878-0
- Nadzór makroostrożnościowy w Polsce, wyd. 2019, ISBN 978-83-2323-426-5
- ponadto artykuły publikowane w czasopismach prawniczych, m.in. w "Przeglądzie Ustawodawstwa Gospodarczego", "Studiach europejskich" oraz "Studiach Lubuskich"